# Jacques Miquelon
Pour les articles homonymes, voir Miquelon (homonymie).
Jacques Miquelon, né le 4 octobre 1911 à Danville et mort le 16 juin 2004 à Montréal, est un homme politique québécois.

## Biographie
Il était le député unioniste d'Abitibi-Est à l'Assemblée législative du Québec de 1948 à 1960. Il a été ministre dans les gouvernements de Maurice Duplessis, de Paul Sauvé et d'Antonio Barrette

## Hommages
L'avenue Miquelon à Malartic lui rend hommage.